# Obraz Matki Bożej Pocieszenia (Kawnice)
Obraz Matki Bożej Pocieszenia w Kawnicach – obraz Matki Bożej w Kawnicach, we wsi położonej niedaleko Konina.

## Historia obrazu
Obraz był w posiadaniu dziedzica Kawnic Hieronima Gorzewskiego, protestanta i umieszczony we dworze w kaplicy. Po jego śmierci syn Stanisław oddał kościół katolikom i przekazał obraz do kościoła w 1628 jako wotum w intencji zmarłego ojca. Obraz był już przedmiotem kultu i celem pielgrzymek, co potwierdzają w 1640 ówczesne władze diecezjalne. W 1777 powstaje w Kawnicach bractwo Matki Bożej Pocieszycielki Strapionych. W następnym roku papież Pius VI ustanowił trzydniowy odpust dla tego kościoła na niedzielę po 28 sierpnia. W 1868 obraz został przemalowany.
W czasie okupacji niemieckiej kościół został rozebrany, a obraz przewieziono do Goliny, gdzie był przechowywany do wyzwolenia. 2 września 1945 obraz przeniesiony został do drewnianego kościoła. W 1948 kościół spłonął, a uratowany obraz umieszczono w prowizorycznej kaplicy do czasu wybudowania murowanego kościoła. Po wizytacji w 1952 kard. Stefana Wyszyńskiego podjęta została decyzja o starania o uroczystą koronację obrazu. Z dekretu Kapituły Watykańskiej z 1954: 

"Z listu nadesłanego do naszej Kapituły, posiadającej przywilej koronowania świętych obrazów Bożej Rodzicielki wyróżniających się artyzmem i kultem, dowiadujemy się z radością, że w parafii Kawnice w granicach diecezji  już od dawna jest czczona z najczulszą pobożnością Najświętsza Maryja Panna pod mianem Pocieszycielki"(...)
  Biorąc pod uwagę oddawany i pełen pietyzmu kult względem obrazu tejże Błogosławionej Dziewicy Maryi, jak i liczny udział wiernych w oddawaniu Jej czci, pragniemy się przychylić do życzeń i zadość uczynić Twemu i Twego ludu pragnieniu przyozdobienia Głowy Błogosławionej Dziewicy złotym diademem.
  Stąd jednomyślnie postanawiamy i polecamy, aby wspomniany święty obraz Bożej Rodzicielki był uwieńczony w Naszym imieniu i według uroczystego rytu drogocenną koroną"

## Opis obrazu
Obraz namalowany jest na płótnie i przyklejony do deski o wymiarach 103 x 132 cm. Autor jest nieznany, chociaż według opinii Leonarda Torwirta autorem może być Krzysztof Boguszewski. Wzorowany jest na wizerunku Matki Bożej z Częstochowy, Maryja trzyma Dzieciątko na lewym ręku i jej obie dłonie są splecione. Dziecię Jezus w lewej dłoni trzyma kulę ziemską a prawą wznosi w geście błogosławieństwa wskazując na Matkę. Na czole Maryi jest krzyż grecki, a na prawym ramieniu gwiazda. Obraz ozdobiony jest srebrnymi sukienkami z XVIII wieku.

## Koronacja obrazu
W 1905 była pierwsza koronacja obrazu. Powtórna, uroczysta koronacja odbyła się 1 września 1974 i dokonał jej ks. kard. Stefan Wyszyński przy udziale metropolity poznańskiego Antoniego Baraniaka, biskupa włocławskiego Jana Zaręby, licznego duchowieństwa i około 50 tysięcy wiernych.

## Kult obrazu
Kult obrazu początki miał już w XVII wieku, o czym świadczą zapisy diecezjalne. W czasie okupacji hitlerowskiej, gdy kościół w Kawnicach został zniszczony, zrabowano wota dziękczynne oraz zniszczono księgi łask i cudów. Ks. J. Ćwiklak w pracy z 1987 „Kult obrazu Matki Boskiej Pocieszenia w kościele parafialnym w Kawnicach” podaje wiele przypadków łask, a wśród nich:
- 210 uzdrowień (większość dotyczy dzieci)
- 35 łask szczególnej opieki Bożej nad rodziną w czasie wojny
- 17 przypadków zwolnienia z więzienia lub darowania kary
- 35 łask opieki Bożej nad rodziną w trudnej sytuacji materialnej

i wiele innych.